# M'zab
M'zab ili Tumzabt (tumzabtski: Aghlan, arapski: مزاب‎) je područje u sjevernoj Sahari, u alžirskom vilajetu Ghardaïa. Nalazi se oko 500 km južno od grada Alžira i ima oko 360.000 stanovnika. Cijelo područje je smješteno na vapnenačkoj visoravni i naziva se dolinom Mzab (Uadi M'zab) ili Pentapolis. U njemu se nalaze četiri tradicionalna utvrđena naselja (ksur) koja su osnovali Ibaditi u 10. stoljeću, a sačuvana su gotovo netaknuta. Zbog njihove jednostavne, ali funkcionalne arhitekture koja se savršeno prilagodila krajoliku, te poštuvanja obiteljske privatnosti i društvenog života zajednice, ova naselja su upisana na UNESCO-ov popis mjesta svjetske baštine u Africi 1982. godine.

## Povijest
U Mzabu živi berbersko pleme, Mozabiti, koji pripadaju većoj skupini naroda Zenati koji žive na širem području južnog Alžira. Oni se služe tumzabtskim jezikom i nekada su pisali Tifinagh pismom. Nakon arapskog osvajanja u 8. stoljeću, Mozabiti su postali muslimani Mu'tazila škole. Nakon pada države Rustamida u 10. stoljeću, kraljevska obitelj je odabrala dolinu M'zab kao mjesto izbjeglištva, no kako su oni bili Ibaditi (islam odvojen od sunita i šijita) najprije su poslali propovjednika Abu Bakr an-Nafusija kako bi preobratio autohtono stanovništvo. Rustamidi su od 1012. do 1350. godine osnovali pet utvrđenih naselja (ksura): el-Ateuf (najstariji), Bounoura, Melika (u kojem danas živi crno stanovništvo), Ghardaïa (koji je danas najveći i središte je vilajeta) i Beni Isguene (koji Berberi smatraju najsvetijim). 
Naselja Guerrera i Berriane su osnovana u 17. stoljeću.
Francuzi su okupirali Alžir 1830. godine svrgnuvši osmanlijsku vlast, a ovo područje je anektirala Francuska 1882. godine i podvrgla ga alžirskoj upravi koja je nastavila njime vladati i nakon osamostaljenja Alžira 1962. godine.
I danas ovim alžirskim vilajetom dominira ibaditska kultura i uprava. Federalno vijeće sedam naselja (Majlis Ammi Said) je jedinstvena vrsta "islamske uprave" i ono donosi društvene, vjerske i kulturne odluke, kao što su veličina miraza, duljina trajanja svatova, odjeće, te odluke o izgnanstvu i karanteni (tabrija). No, ove odluke sve više ograničava središnja alžirska vlast. Ghardaja je jedini od pet ksura koji su prihvatili dolazak Europljana, Židova, Arapa i drugih stranaca.

## Odlike
Svaki od pet ksura je imao malenu citadelu okruženu zidinama i njime je dominirala džamija čiji je minaret imao i ulogu stražarskog tornja, te groblje i plantažu palmi izvan zidina. Džamija je građena kao utvrda i posljednji bastion u slučaju opsade, te ima spojenu oružarnicu i skladište žita. Oko džamije izgrađene su kuće u koncentričnim krugovima, sve do niskih zidina. Svaka kuća je kvadratična ćelija standardnog oblika, koje svjedoče o ravnopravnom društvu temeljenom na poštovanju obiteljskog života i očuvanju njegove autonomije i privatnosti. Ova narodna autohtona arhitektura iz 11. stoljeća počiva na temeljima adaptacije okolišu i jednostavnosti formi, na kojima se temelji moderna arhitektura i urbanizam, te se može prepoznati u djelima modernih arhitekata 20. stoljeća kao što su Le Corbusier, Fernand Pouillon i André Raverau. Ovakva arhitektura može pronaći širom Sahare, na mjestima koja imaju zajedničke libijsko-feničke korijene.
Način na koji su organizirane kuće pretpostavlja sezonsku migraciju stanovništva. Naime Mzabiti su svako ljeto provodili u citadeli okruženoj zasadima palmi i s dva suha riječna korita. Također, Mzabski sustav navodnjavanja plantaža palmi predstavlja iznimno uspješnu interakciju ljudi s polupustinjskim okolišem. Stoga su ova naselja izvanredni i originalni modeli ljudskog naseljavanja središnje Sahare.
- Zastava Mzaba
- Mélika, mauzolej šeika Sidi Aissa
- Ghardaia
- Tradicionalna arhitektura Ghardaïje
- Beni Izguen

## Vanjske poveznice
- *M'zab na Google Maps